# Крастс, Улдис
Улдис Крастс (латыш. Uldis Krasts; 26 марта 1943, Вентспилс, генеральный округ Латвия — 25 декабря 2022, Вентспилс) — ливский поэт, прозаик, переводчик и журналист.
Улдис Крастс родился в ливской рыбацкой семье в Вентспилсе. Улдис Крастс относится к ливским авторам 1990-х годов, хотя как литератор известен был намного раньше. Активный деятель программ «Берега ливов», работал строителем, мелиоратором, библиотекарем, журналистом и режиссёром в школьном театре.
Перове произведение «Lai sapņi dzīvo!» опубликовал в 1963 году в журнале «Padomju Venta». Произведения Крастса переведены на русский, эстонский, литовский, ливский и эсперанто. Улдис Крастс написал несколько пьес. Известные произведения: «Я тебя люблю» («Es tevi mīlu»), «Где ты» («Kur tu esi»), «Пусть арфа сломана…» («Kaut arfa salauzta…»). Авто 20 пьес для школьного театра.